# Ectropidia
Ectropidia là một chi bướm đêm thuộc họ Geometridae.

## Các loài
- Ectropidia altiprimata Holloway, 1993
- Ectropidia coremaria Hampson
- Ectropidia exprimata (Walker, 1861)
- Ectropidia fimbripedata Warren, 1900
- Ectropidia harmani Holloway, 1993
- Ectropidia illepidaria (Walker, 1861)
- Ectropidia quasilepidaria Holloway, 1993
- Ectropidia semijubata (Prout, 1929)
- Ectropidia shoreae (Prout)